# Hōkai Amplifier
Hōkai Amplifier (jap. 崩壊アンプリファー Hōkai anpurifā) − minialbum japońskiej grupy muzycznej Asian Kung-Fu Generation, wydany 25 listopada 2002 przez Under Flower Label, a następnie 23 kwietnia 2003 przez Ki/oon Records.

## Lista utworów
1. "Haruka Kanata" (jap. 遙か彼方) – 4:02
2. "Rashinban" (jap. 羅針盤) – 2:32
3. "Kona Yuki" (jap. 粉雪) – 3:46
4. "Ao no Uta" (jap. 青の歌) – 3:52
5. "Sunday" (jap. サンデイ Sandei) – 4:03
6. "12" – 4:36